# Cerro Codoriri
Cerro Codoriri är ett berg i Bolivia.   Det ligger i departementet Chuquisaca, i den centrala delen av landet, 130 km söder om huvudstaden Sucre. Toppen på Cerro Codoriri är 4 563 meter över havet. Cerro Codoriri ingår i Cerro Toro Huañusca.
Terrängen runt Cerro Codoriri är kuperad åt sydväst, men åt nordost är den bergig. Cerro Codoriri är den högsta punkten i trakten. Runt Cerro Codoriri är det glesbefolkat, med 8 invånare per kvadratkilometer..
Trakten runt Cerro Codoriri består i huvudsak av gräsmarker.